# Joseph Aquilina
Joseph Aquilina (en maltés: Ġużè Aquilina), LL.D., Ph.D.  (Munxar, Gozo, 7 de abril de 1911-8 de agosto de 1997) fue un escritor y lingüista maltés.
Lo más destacado de su obra es un diccionario de Maltés-Inglés e Inglés-Maltés, de importancia fundamental para los filólogos.